# Raphael Macebo Mabuza Ncube
Raphael Macebo Mabuza Ncube (ur. 4 października 1973 w Nkayi) – zimbabwejski duchowny katolicki, biskup Hwange od 2021.

## Życiorys
3 lutego 2001 otrzymał święcenia kapłańskie i został inkardynowany do archidiecezji Bulawayo. Pracował głównie w zimbabwejskich seminariach duchownych - w niższym seminarium w Bulawayo (2003–2007, jako rektor), w regionalnym seminarium (2011–2016, jako ojciec duchowny) oraz w krajowym seminarium w Chishawasha (2016–2021, jako ojciec duchowny).
5 lipca 2021 papież Franciszek mianował go biskupem diecezji Hwange. Sakry udzielił mu 30 października 2021 metropolita Bulawayo – arcybiskup Alex Thomas Kaliyanil.